# Fratia gaditana
Fratia gaditana är en kräftdjursart som beskrevs av Ho, Conradi och López-González 1998. Fratia gaditana ingår i släktet Fratia och familjen Fratiidae. Inga underarter finns listade i Catalogue of Life.